# Luis Véliz
Luis Marcelo Véliz Peña (Calama, 6 de mayo de 1993) es un joven cantante lírico chileno. Inició sus estudios musicales en la escuela de música del Teatro Municipal de Antofagasta. Fue becado para perfeccionarse en el canto lirico por el español Jesús Villate Castillo, en el Instituto profesional Escuela Moderna de Música, donde tomó por primera vez clases profesionales de canto lírico con la destacada soprano chilena Cecilia Frigerio, ha recibido clases magistrales con destacados cantantes líricos a nivel internacional como con el tenor chileno Tito Beltrán, la soprano chilena Verónica Villarroel, la soprano chilena Cristina Gallardo, además la mezzosoprano chilena Graciela Araya, la soprano chilena Maureen Marambio, el tenor chileno Giancarlo Monsalve y el tenor chileno José Azócar. Reconocido popularmente tras su participación en el programa de televisión Talento chileno.

## Carrera
Luis Véliz Peña hizo su primera aparición a nivel nacional e Internacional en el capítulo de estreno del programa  Got Talent ChileTalento chileno de Chilevisión, participó en las audiciones realizadas en Antofagasta y que se transmitieron el día 27 de septiembre de 2010. Luis interpretó un extracto de "Nessun dorma" de Giacomo Puccini, de la ópera Turandot Su segunda aparición fue en la segunda gala de semifinal donde interpretó "Granada"clasificando con el voto popular como la primera mayoría.su tercera aparición fue Vesti la Giubba de R, Leoncavallo de la opera Pagliacci  este lo llevó a sacar el tercer lugar del programa busca Talentos. compitiendo en segundo lugar  Claudio Valdés " El Gitano " y primer lugar Camila Silva. Este programa Got Talent Chile " Talento Chileno" lo llevó a participar de la obertura del prestigioso Festival de la canción de Viña del Mar Chile 2011, actuando a sus 17 años de edad con la Orquesta Sinfónica de Chile y parte del elenco de los bailarines del programa Rojo del canal de televisión nacional TVN.ha llegado a presentarse  en el Teatro Municipal de Santiago de Chile  junto al coro profesional de dicho Teatro en las Óperas Turandot (Giacomo Puccini y Otello (Giuseppe Verdi). Fue parte de la Obra de Teatro (Master Class) de TERRENCE Mc NALLY, actuando junto con la protagonista de esta obra con la destacada Actriz Chilena-Italiana Liliana Ross, Fue Becado por el círculo de críticos del Arte del Teatro Municipal de Santiago de Chile. Actuó en el Palacio La Moneda ante la maxima autoridad nacional la presidengta Mitchell Bachelet año 2015, para la Festividad de Janucá(Comunidad Judía de Chile).Actuó en el gran TEDEUM EVANGELICO. Año 2015. Actuó en el Palacio La Moneda para los juegos Panamericanos Chile, año 2019

### Participación enTalento Chileno
| Programa     | Fecha de emisión         | Presentación                      | Resultado   |
| ------------ | ------------------------ | --------------------------------- | ----------- |
| Audiciones   | 27 de septiembre de 2010 | "Nessun dorma" de Giacomo Puccini | Clasificado |
| Preselección | 25 de octubre de 2010    | —                                 | Clasificado |
| Gala 2       | 8 de noviembre de 2010   | "Granada" de Agustin Lara         | Clasificado |
| Final        | 13 de diciembre de 2010  | —                                 | —           |